# L'Honneur des 42 officiers de réserve alsaciens
L'Honneur des 42 officiers de réserve alsaciens ou Groupe des 42 est le nom donné à la tentative des Waffen-SS d'incorporer 50 officiers de réserve (OR) alsaciens pendant la Seconde Guerre mondiale. Les nazis font pression sur eux pour leur faire signer un contrat d'engagement dans les Waffen-SS afin d'encadrer les combattants français de la Légion des volontaires français (LVF). Sur les 50, 42 refusent l'engagement et sont déportés, en représailles, au camp de concentration de Neuengamme où 22 meurent.
Lors de son jugement en 1946, le Gauleiter Wagner déclare que le refus des 42 OR a évité l'incorporation de force des 800 officiers de réserve alsaciens.

## Histoire

### Contexte
Le 25 août 1942, en Alsace annexée de fait par le Troisième Reich, à la demande du Gauleiter Robert Wagner,  Adolf Hitler, instaure l'incorporation de force des Alsaciens. Ces derniers sont convoqués devant les conseils de révision pour être incorporés dans la Wehrmacht.  
Les officiers de réserve (OR) nés entre 1908 et 1919, sont aussi appelés, mais selon la législation militaire allemande : « Un officier ayant appartenu à une armée étrangère ne peut servir dans l'armée allemande, à moins d'être volontaire ». Ils sont renvoyés dans leur foyer munis d'un Munsterungsausweis (« justificatif de conseil de révision ») qui précise que leur situation militaire est bis auf Weiteres ausgezetzt (« différée jusqu'à nouvel ordre »),,. 

### Pourquoi un contrat d'engagement?
En 1944, si la Wehrmacht refuse toujours d'incorporer les OR, il n'en va pas de même pour les Waffen-SS  qui subissent des pertes importantes sur le front de l'Est et manquent de cadres.   
De février à avril 1944, les OR sont rappelés devant les conseils de révision présidés, cette fois, par des Waffen-SS. Ils en repartent avec un dossier d'engagement volontaire à retourner sous cinq jours à l'Ergänzungsamt (« organisme administratif de la Waffen-SS ») à Stuttgart. Cette tentative d'obtenir un engagement volontaire individuel se solde par un échec.  
Les Waffen-SS décident d'obtenir un engagement volontaire d'un petit groupe d'OR qui ouvriront la voie à la mobilisation des 800 OR d'Alsace comme le confirme le Gauleiter Robert Wagner lors de son procès du 23 avril au 3 mai 1946.   
Il est important pour les officiers des Waffen-SS d'obtenir cet engagement pour contourner la loi allemande et le droit international. Le 20 mai 1944, 60 OR reçoivent une convocation  qui leur enjoint de se présenter le 1er juin 1944 au camp de formation SS Sankt Andreas, installé dans l'ancien établissement pour enfants inadaptés, de Cernay,.   

### École SS de Cernay
Certains ne se présentent pas et obtiennent de repousser la date de leur convocation. Ils sont 50 dans le camp, où une forte volonté de résistance naît au sein de ces OR. Le 2 juin 1944, le colonel Jacobsen, commandant le camp, les informe qu'ils sont destinés à encadrer des combattants de la Légion des volontaires français (LVF). Les OR lui précisent qu'ils ne sont pas volontaires et refusent de s'engager. Ils sont autorisés à garder leurs effets civils et peuvent recevoir des colis et des visites de leurs familles.  
Le 5 juin 1944, 9 OR du service de santé les rejoignent. Ils sont maintenant 58 car un des médecins, déjà membre du parti nazi se désolidarise du groupe et s'engage volontairement avec le grade Obersturmführer  dès son arrivée,.      

### Le camp d'instruction de Bruss
Le 11 juin 1944, les personnels du service de santé sont renvoyés dans leurs familles, sauf le pharmacien Lutt.       
Les 52 OR restants sont transférés au camp d'instruction du SS-Panzergrenadier-Ersatzbataillon 35 à Bruss près de Dantzig. Le voyage se fait dans deux voiture de deuxième classe, ils sont surveillés par deux officiers SS. À Mulhouse, ces derniers découvrent qu'une des portes des wagons porte un V et une croix de Lorraine marquée à la craie. Le coupable n'est pas trouvé. À Ludwigshafen, l'officier de réserve Mugler s'évade. Il regagne l'Alsace où il se cache jusqu'à la Libération.      
À leur arrivée, ils sont placés sous la responsabilité de l'Obersturmführer Jakob. Pendant leur séjour au camp, ils sont traités comme des officiers.       
Le 14 juin 1944, le pharmacien Alfred Lutt est libéré, il emporte le courrier de ses camarades. Il reste 50 OR auxquels le commandant du camp l'Haupsturmführer Plottin, confirme qu'ils sont prévus pour encadrer des volontaires de la LVF.       
N'ayant pas changé d'avis, les OR lui déclarent que leur incorporation est illégale, car ils ne sont pas volontaires et que la loi militaire allemande interdit la mobilisation d'officier ayant servi dans une armée étrangère ; or d'après le droit international, ils sont toujours français. Le commandant prend en considération leur opposition et en avise Berlin,,.      
Le 15 juin, le commandant du camp reprend la discussion en faisant ressortir les conséquences d'un refus pour les familles, quatre OR cèdent et s'engagent. Le 17 juin, 46 OR restants envoient une lettre à la commission d'armistice à Wiesbaden et à l'ambassade de France à Berlin, pour exposer leur situation.       
Le 12 juillet 1944, après avoir été menacés clairement de sanctions  pour eux et leurs familles, les OR décident d'écrire à Adolf Hitler, chef des armées, mais quatre d'entre eux refusent de signer la lettre qui est remise au commandant qui promet de la transmettre. Le 15 juillet, les non-signataires quittent le groupe pour s'engager.

### Déportation au camp de Neuengamme

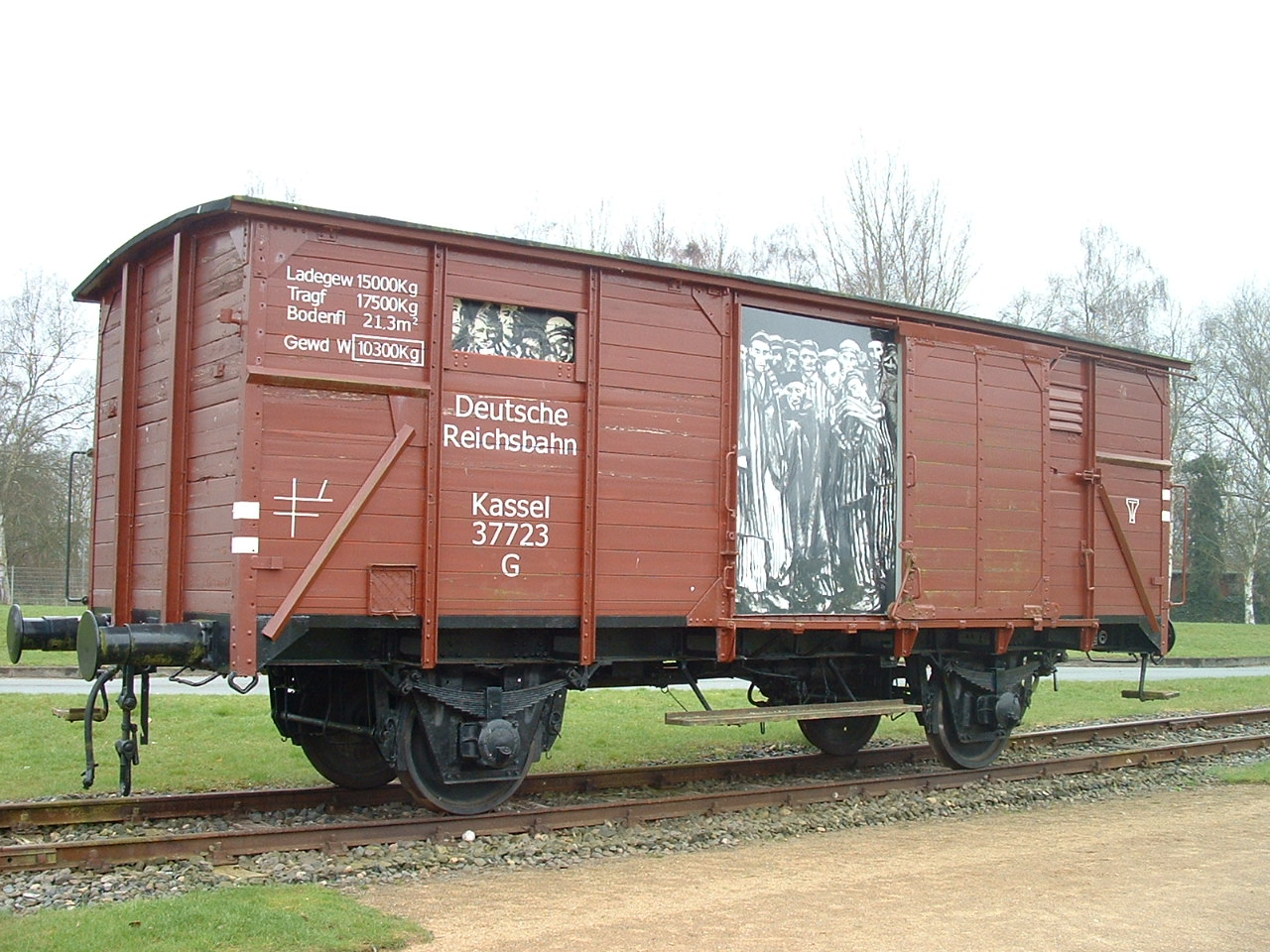
Type de wagon de chemin de fer de la Deutsche Reichbahn, avec lequel les déportés sont transportés au camp de concentration de Neuengamme.

Le 27 juillet, les 42 OR sont transférés à Konitz où ils sont surveillés par des SS en armes. Le 31 juillet, ils embarquent dans deux wagons à bestiaux pour le camp de concentration de Neuengamme où ils arrivent le 3 août 1944. Ils y reçoivent un numéro de matricule allant de 42164 à 42205 puis ils sont douchés, épouillés et complètement rasés. Ils ont un statut particulier et ne sont pas soumis au travail. Ils sont témoins des rassemblements des déportés sur la place d'appel et de leurs conditions de vie. Le but des autorités est de les intimider en leur montrant ce qui les attend s'ils ne s'engagent pas volontairement dans la Waffen-SS.         

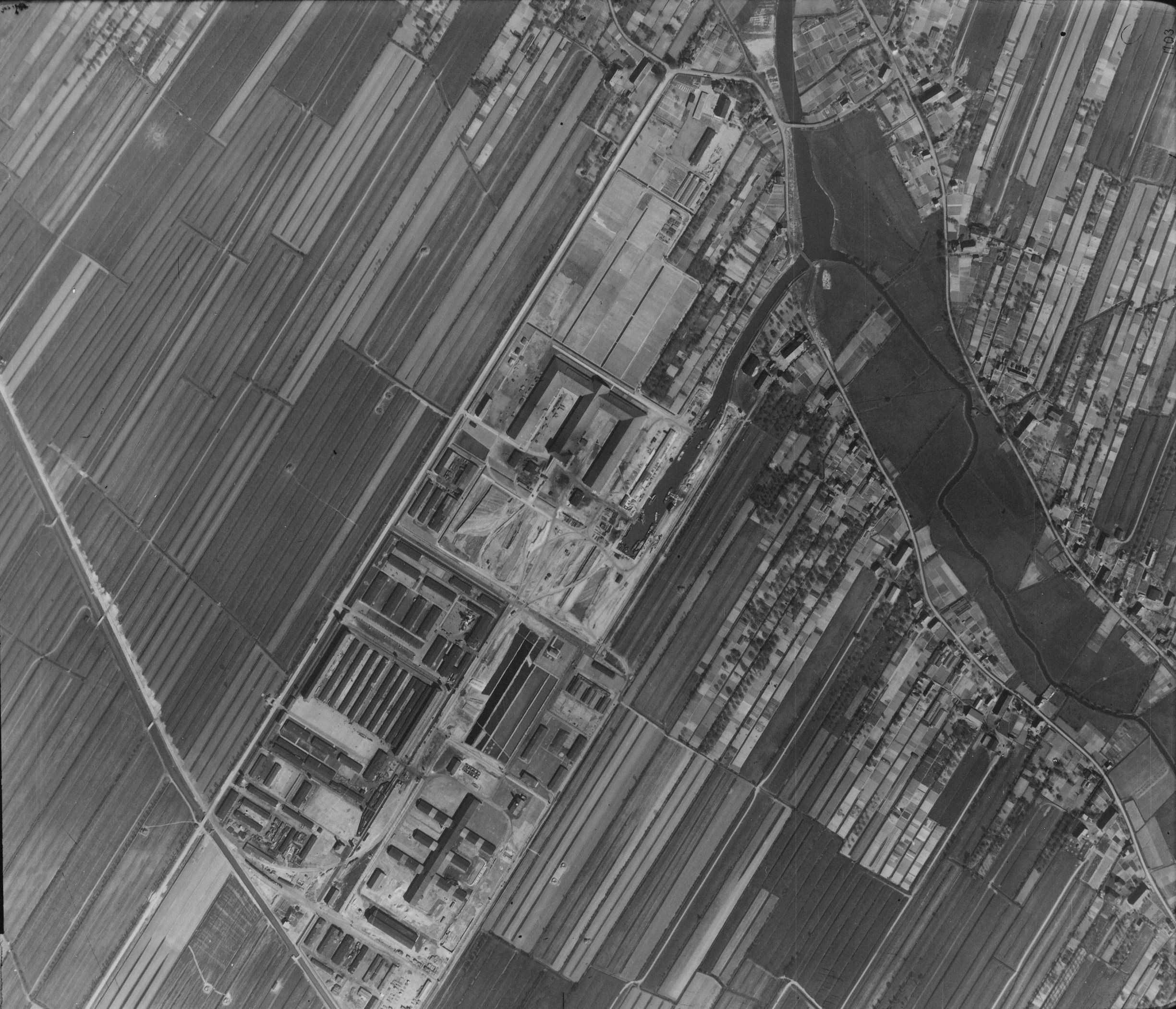
Vue aérienne de l’armée britannique du camp de concentration de Neuengamme peu avant son évacuation.

Les 12 et 20 septembre, les 42 subissent des interrogatoires à l'issue desquels on leur propose de s'engager ce qu'ils refusent unanimement,.       
Le 25 novembre 1944, Himmler les condamne à mort et les classe Nacht und Nebel. Ils sont dispersés, deux par deux, dans divers Kommandos annexes de Neuengamme et subissent le régime de l'univers concentrationnaire. Ils portent la tenue des détenus avec à hauteur du cœur, le triangle rouge des déportés politiques, le « F » pour Français et leur numéro de matricule.         
Sur les 42 OR, en 6 mois, 22 meurent, de mauvais traitements (sous-alimentation, maladie, coups…), en déportation,.        

## Autre tentative d'enrôlement
Le 4 septembre 1944, la Gestapo de Strasbourg tente d'enrôler 16 autres OR. Il existe peu d'informations sur cette tentative. 
L'on sait que les officiers de réserve Lucien Bertsch, Charles Fenus, Guillaume Gengenbach, Marcel Gimming, Alfred Heywang, Benjamin Klein, Jean Kramer, René Meier, Jean Neppel, Emile Ritter, Georges Ritter, Jean-Georges Rott, Erwin Schaeffer, Victor Schmitt, Pierre Trappler et Hugues Vogel sont convoqués au siège de la Gestapo à Strasbourg pour signer un engagement dans la Waffen-SS. Ayant tous refusé, ils sont emprisonnés et déportés à Oberndorf où ils sont affectés aux usines Mauser. Ils sont libérés par l'armée française et rapatriés le 24 avril 1945.

## Pourquoi enrôler ces officiers de réserve?
Lors de son procès en 1946, l'instigateur de cette tentative d'enrôlement, le Gauleiter Wagner déclare ,: 

« Si les cinquante officiers s'étaient déclarés volontaires, tous les autres officiers auraient été incorporés sans autre forme de procès, ce serait devenu un devoir pour eux. »

Ainsi, le refus des 42 OR et de leurs 16 camarades, au-delà d'une affaire d'honneur ou de devoir, a évité l'incorporation de force des 800 officiers de réserve alsaciens.

## Liste des 42 officiers de réserve déportés au camp de concentration de Neuengamme
À partir du 25 novembre 1944, les OR sont dispersés dans les Kommandos de travail dépendants du camp.

### Décédés en déportation
- Robert Adolf matricule F 42171, né le 13 février 1917 à Drusenheim, est le premier à succomber le 16 décembre 1944 (à 27 ans) alors qu'il travaille au Kommando de Brême-Farge[Kommandos 1] à l'édification de l'abri sous-marin Valentin.
- Lucien Binnert matricule F 42182, né le 17 juillet 1917 à Munster, est affecté avec Robert Adolf au Kommando de Brême-Farge[Kommandos 1]. Il effectue des travaux d'électricité puis de terrassement. Il est évacué avec un convoi de malades au camp de Sandbostel[Kommandos 2] où il meurt le 14 avril 1945 (à 27 ans)[3],.
- Jules Bollenbach, matricule F 42168, né le 6 mai 1914 à Algolsheim, est affecté au Kommando de Kaltenkirch-Heinkaten[Kommandos 3] où il travaille à la construction d'une base aérienne, puis à celui de Wöbbelin[Kommandos 4] où les détenus construisent, à partir de février 1945, un camp de prisonniers de guerre. Par la suite, il est transféré au camp de concentration de Ravensbrück  où il meurt le 11 avril 1945 (à 30 ans)[2].
- Robert Dossinger matricule F 42176, né le 8 juin 1914 à Strasbourg, est affecté au Kommando de Brême-Blumenthal[Kommandos 5] où près de 1 000 déportés travaillent pour les chantiers navals. Il meurt le 22 janvier 1945 (à 30 ans) au camp de concentration de Neuengamme[2].
- Charles Frantz, matricule F 42175, né le 25 octobre 1913 à Strasbourg, est dirigé sur le Kommando de Alt garge[Kommandos 6] où environ 500 détenus travaillent à la construction d'une centrale électrique. Les travaux terminés, il est ramené au camp de concentration de Neuengamme, où il meurt le 16 avril 1945 (à 31 ans) [3].
- Ernest Groshens matricule F 42178, né le 16 octobre 1916 à Natzweiler est envoyé au Kommando Salzgitter-Drütte[Kommandos 7], où près de 3 000 déportés travaillent pour les usines Hermann Goering à la production d'obus et de bombes. Il meurt le 30 avril 1945 (à 28 ans)  au camp de concentration de Neuengamme[2].
- Jean Gsell matricule F 42194, né le 3 septembre 1918 à Sigolsheim, il est affecté au Kommando de Hambourg-Finkenwerder[Kommandos 8] où il meurt le 16 mars 1945 (à 26 ans).
- Charles Hartmann matricule F 42188, né le 8 avril 1911 à Mulhouse, est dirigé sur le Kommando de Hanovre-Misburg[Kommandos 9], où près de 1 000 détenus réalisent des travaux de déblaiement et de construction pour le compte des entreprises de raffinerie Deurag. Il meurt au camp de concentration de Bergen-Belsen le 15 avril 1945 (à 34 ans), jour de la libération du site par les armées britanniques[2].
- Paul Hausswirth matricule F 42185, né le 13 juin 1911 à Cernay, est dirigé, dans un premier temps, sur le Kommando de Schandelah[Kommandos 10] où il travaille pour une raffinerie de pétrole. Il est transféré au camp de concentration de Wöbbelin[Kommandos 4], il y meurt le 28 avril 1945 (à 33 ans)[2].
- Eugène Hueber matricule F 42164, né le 7 mars 1915 à Mulhouse, est transféré au camp de concentration de Bergen-Belsen où il meurt le 13 mars 1945 (à 30 ans).
- Marcel Kirmann matricule F 42166, né le 16 avril 1915 à Bischoffsheim,  est affecté à un Kommando à Hambourg. Il meurt en avril 1945 au camp de Sandbostel[Kommandos 2],[2].
- Robert Lithard matricule F 42196, né le 11 mars 1913 à Hattstatt, est dirigé avec Charles Hartmann sur le Kommando d'Hannover-Misburg[Kommandos 9]. Il meurt au camp de concentration de Bergen-Belsen le 1er avril 1945 (à 32 ans)[2].
- Antoine Matter matricule F 42174, né le 11 juin 1914 à Hohenecken (Allemagne), il est affecté aux Kommandos de Brunswick - Büssing-Nag[Kommandos 11] puis à celui de Drütte-Salzgitter[Kommandos 7] où il meurt le 7 avril 1945 (à 30 ans)[2].
- Émile Matter matricule F 42192, né le 26 juin 1916 à Saverne, meurt le 10 mars 1945 (à 28 ans), au camp de concentration de Neuengamme.
- Frédéric Matter matricule F 42205, né le 31 août 1916 à Berlin,  est affecté aux Kommandos de Porta - Westfalicasur - Barkhausen[Kommandos 12]  puis à celui de Wöbbelin[Kommandos 4] où il meurt le 2 mai 1945 (à 28 ans), le jour de la libération du camp par les Britanniques[2].
- Frédéric Mattern matricule F 42167, né le 26 mars 1914 à Strasbourg, est dirigé sur le Kommandos de Kaltenkirchen[Kommandos 3] puis à celui de Wöbbelin[Kommandos 4] et enfin au camp de concentration de Ravenbrück où il meurt le 28 avril 1945 (à 31 ans)[2]. Le titre de déporté résistant lui est refusé le 6 août 1954 et la mention Mort pour la France lui est refusée le 12 octobre 1962[7].
- Alphonse Muller matricule F 42202, né le 16 juin 1905 à Colmar, est  transféré au Kommandos de Hamburg-Hammerbrook (Spaldingstrasse)[Kommandos 13], où près de 2 000 déportés travaillent à des tâches de déblaiement et à la transformation des décombres en pierre à bâtir. Il est déplacé au camp de Sandbostel[Kommandos 2], où il est libéré par l'armée britannique le 29 avril 1945, mais y meurt en  mai 1945 avant son rapatriement[2].
- Adolphe Nussbaum matricule F 42201, né le 25 février 1917 à Otterswiller, affecté aux Kommandos de Salzgitter-Drütte[Kommandos 7], puis à de Brunswick - Büssing-Nag[Kommandos 11] et enfin à celui de Wöbbelin[Kommandos 4] où il meurt en avril 1945[2].
- Charles Riehl matricule F 42180, né le  13 avril 1918 Bischheim,  envoyé aux Kommandos de Brême-Schützenhof[Kommandos 14] puis à celui de Brême-Farge[Kommandos 1]. Il meurt en déportation en avril 1945[2].
- Joseph Rhomer matricule F 42191, né le 1er septembre 1914 à Turckheim, est envoyé à un Kommando à Hambourg-Bullenhuser où il est affecté au déminage des bombes alliées non explosées. Il y meurt le 28 décembre 1944[2],[3].
- Yvan Wertz matricule F 42195, né le 8 juin 1912 à Sainte-Marie-aux-Mines, est affecté au Kommando Lübeck-Lauerhof. Il meurt le  28 avril 1945 à Wöbbelin[Kommandos 4],[2].
- Paul Zemb matricule F 42204, né le 27 septembre 1917 à Strasbourg, est dirigé sur le Kommando Hambourg-Blohm & Voss, où environ 400 détenus sont utilisés à des travaux de déblaiement et de constructions navales. Il y meurt le 21 décembre 1944[2].

### Survivants
- Émile Blaes matricule F 42177, né le 24 septembre 1915 à Vœllerdingen, est affecté au Kommando de Hannover-Stöcken[Kommandos 15], puis transféré au camp de concentration de Bergen-Belsen où il est libéré par l'armée britannique le 15 avril 1945[3].
- Jean Ehrhard matricule F 42197, né le 18 novembre 1914 à Strasbourg, est affecté au Kommando de Porta Westfalica-Lerbeck[Kommandos 16] où il est chargé de la vérification des moteurs qu'il n'hésite pas à saboter systématiquement. Il est libéré par l'armée britannique le 2 mai 1945 du camp de concentration de Wöbbelin[Kommandos 4] où il est arrivé le 1er avril 1945. Il rentre à Strasbourg, après avoir été soigné du typhus le 1er juin 1945[6].
- Cyrille Gillig matricule F 42190, né le 12 mars 1918 à Schiltigheim, est affecté au Kommando de Wilhelmshaven[Kommandos 17] et libéré par l'armée britannique le 29 avril 1945 à Sandbostel[Kommandos 2]. Atteint du typhus, il ne revient à Strasbourg que le 10 juin 1945.
- Lucien Haberer matricule F 42172, né le 25 janvier 1917 à Bischoffsheim est envoyé aux Kommandos de Alt Garge[Kommandos 6] puis de Hannover-Stöcken[Kommandos 15] et libéré par l'armée britannique le 15 avril 1945 à Wassendorf près de Wolfsburg[3].
- Paul Hentrich matricule F 42183[Notes 4], né le 27 janvier 1917 à Strasbourg, est dirigé sur le Kommando de Hambourg-Finkenwerder[Kommandos 8] . Il s'évade le 12 mars 1944, il est repris et ramené à Neuengamme. Il est évacué par la Croix-Rouge suédoise et arrive le 1er mai 1945 à Malmö. Il est hospitalisé à Alvesta. Il revient à Strasbourg le 13 juillet 1945[3].
- Alfred Hering matricule F 42169, né le 17 juin 1914 à Barr, est affecté au Kommando de Brême-Osterort[Kommandos 18], il est transféré au camp de rassemblement de Sandbostel[Kommandos 2] où il est recueilli par des prisonniers de guerre (PG) français qui le cachent, sous le nom de sergent « Vuillaume », dans leur camp contigu à celui des déportés. Il est libéré par l'armée britannique le 29 avril 1945. Il rentre chez lui à Barr le 25 mai 1945[3].
- René His matricule F 42193, né le 21 mars 1913 à Mittelhausbergen,  est envoyé au Kommando de Porta Westfalica-Lerbeck[Kommandos 16] puis à celui de Fallersleben-Laagberg[Kommandos 19]. Il est libéré par l'armée britannique le 2 mai 1945 à Wöbbelin[Kommandos 4]et rentre chez lui le 1er juin 1945[3].
- François Kientzler matricule F 42199, né le 3 juin 1919 à Ribeauvillé, est affecté aux Kommandos de Porta Westfalica[Kommandos 12] puis à celui de Helmstedt-Beendorf[Kommandos 20]. Il est libéré par l'armée britannique le 2 mai 1945 du camp de concentration de Wöbbelin[Kommandos 4] et rentre à Ribeauvillé le 16 mai 1945.
- Léon Kipper matricule F 42200, né le 25 mars 1914 à Strasbourg, est affecté au Kommando de Hanovre-Stöcken[Kommandos 15] où il travaille au secrétariat de l'usine, puis transféré au camp de concentration de Bergen-Belsen où  il est  libéré par l'armée britannique le 15 avril 1945 et arrive à Colmar le 1er juin 1945[3].
- Alfred Mantzer matricule F 42173, né le 10 novembre 1912 à Colmar, est dirigé sur le  Kommando de Watenstedt-Salzgitter[Kommandos 21], transféré, le 7 avril 1945, au camp de concentration de Ravensbrück. Il est libéré par l'armée américaine le 8 mai 1945 à Ludwigslust. Il rentre à Colmar le 26 mai 1945[2],[3].
- Paul Maurer matricule F 42189[Notes 5], né le 8 décembre 1913 à Guebwiller,  est affecté au Kommando de Watenstedt-Salzgitter[Kommandos 21], puis envoyé au camp de concentration de Ravensbrück. Le 27 avril 1945, lors d'un transfert à pied provoqué par l'avancée de l'armée russe, il s'évade. Il est pris en charge par des prisonniers de guerre français puis récupéré par l'armée américaine. Il rentre à Guebwiller le 17 mai 1945[3].
- Edmond Pettermann matricule F 42181, né le 25 mai 1903 à Houssen, est envoyé aux Kommando de Schandelah[Kommandos 10] puis de Wöbbelin[Kommandos 4] où il est libéré par l'armée américaine le 2 mai 1945. Il retrouve sa famille à Châtenois le 19 mai 1945 et fait la connaissance de sa petite-fille née pendant sa déportation[3].
- Albert Rombourg matricule F 42184, né le 17 janvier 1914 à Reichshoffen, dirigé sur le Kommando de Hamburg-Hammerbrook (Spaldingstrasse)[Kommandos 13] où il réussit à obtenir un emploi administratif. Le 17 avril 1945, il est transféré à Sandbostel[Kommandos 2]. Le 29 avril 1945, il est libéré par l'armée britannique. Il arrive à Strasbourg le 10 juin, mais son état de santé ne lui permet de rentrer dans sa famille, à Reichhoffen, que le 20 juillet 1945[3].
- Robert Sibler matricule F 42203, né le 19 novembre 1917 à Wintzenheim, est affecté au Kommando de Wöbbelin[Kommandos 4]  où il est libéré par l'armée britannique le 2 mai 1945. Trop affaibli, il n'est pas transportable avant la fin juillet et rentre dans sa famille début août[3].
- Martin Stoll matricule F 42198, né le 7 septembre 1913 à Kaysersberg,  est envoyé aux Kommando de Wittenberge[Kommandos 22] puis transféré, le 16 février 1945, à celui de Hanovre-Ahlem[Kommandos 23]. Vers le 6 avril 1945, il profite d'un transfert à pied vers le camp de Bergen-Belsen pour s'évader.  Le 18 avril 1945, il est pris en charge par l'armée britannique à Luneburg et retrouve sa famille à Kaysersberg le 2 mai 1945[3].
- Joseph Thuet matricule F 42179, né le 18 avril 1914 à Colmar, est dirigé sur le Kommando de Brême-Osterort[Kommandos 18]. Le 13 avril 1945, il est transféré au camp de Sandbostel[Kommandos 2]. À son arrivée,  Claude Blum, un prisonnier de guerre, camarade du Lycée Bartholdi, lui fait franchir la limite entre le camp des déportés et celui des prisonniers de guerre. Il devient le sergent « Dupuy » et il est pris en charge par les médecins du camp jusqu'à l'arrivée de l'armée britannique le 29 avril 1945. Il rentre chez lui le 25 mai 1945[3].
- Henri Vogel matricule F 42195, né le 8 juin 1912 à Sainte-Marie-aux-Mines, est affecté au Kommando de Wöbbelin [Kommandos 4] où il est libéré par l'armée britannique le 2 mai 1945. Il revient dans sa famille le 3 juin 1945[3].
- Charles Wetterwald matricule 42186, né le 13 novembre 1916 à Fessenheim,  est envoyé au Kommando de Wilhelmshaven[Kommandos 17]. Le 29 avril 1945, il est libéré par l'armée britannique à Sandbostel[Kommandos 2]. Il rentre chez lui le 12 juin 1945[2].
- Ernest Will matricule F 42170, né le 5 mars 1915 à Strasbourg, est affecté au Kommando de Watenstedt-Salzgitter[Kommandos 21], puis envoyé au camp de concentration de Ravensbrück. Il est libéré par l'armée britannique le 2 mai 1945 du camp de concentration de Wöbbelin[Kommandos 4]. Il est rapatrié sur Strasbourg le 27 juin 1945[2].
- Alphonse Wolfensberger matricule F 42187, né le 24 juillet 1911 à Volgelsheim, est dirigé, le 6 janvier 1945, sur le Kommando de Wittenberge,[Kommandos 22] puis, le 17 février 1945, sur celui de Hanovre-Ahlem[Kommandos 23]. Enfin, il est transféré au camp de concentration de Bergen-Belsen où il tente de s'évader en suivant une colonne de prisonniers allemands, mais constatant qu'il s'agit de volontaires pour l'incorporation dans la Wehrmacht, il abandonne son projet. Il est libéré par l'armée britannique le 15 avril 1945[3].